# Сарабия, Карлос
Ка́рлос Эдуа́рдо Сара́бия Ба́рриос (исп. Carlos Eduardo Sarabia Barrios; род. 13 июня 2005, Картахена) — колумбийский футболист, защитник клуба «Мильонариос».

## Клубная карьера
Сарабия — воспитанник клуба «Мильонариос». 29 сентября 2024 года в матче против «Энвигадо» он дебютировал в Кубке Мустанга.

## Международная карьера
В 2025 году в составе молодёжной сборной Колумбии Сарабия принял участие в молодёжном чемпионате Южной Америки в Венесуэле. На турнире он сыграл в матчах против команд Чили, Уругвая, Бразилии и дважды Аргентины. В поединке против уругвайцев Карлос забил гол. 